# 紅尾上口脂鯉
紅尾上口脂鯉，俗稱大型紅鉛筆魚，為輻鰭魚綱脂鯉目脂鯉亞目上口脂鯉科的其中一個種。

## 分布
本魚分布於南美洲巴西、秘魯的亞馬遜河流域及蓋亞那、蘇利南的奧里諾科河流域。

## 特徵
本魚體成魚雷型，體色金黃色，三道鋸齒邊深色寬紋貫穿整個魚體。頭部扁平，吻部細長，口上位，下頷突出。背鰭上有塊紅斑，尾鰭靠近尾柄處有兩塊鮮紅斑紋。體長約16公分。

## 生態
本魚棲息淡水溪流中，性情溫和，喜群游，屬雜食性，以蠕蟲、甲殼動物、昆蟲與植物等為食，以倒立的方式游動和覓食。

## 經濟利用
為觀賞性魚類，飼養時需要大量的綠色植物和活動空間。